# Елефелд
Елефелд (њем. Ellefeld) општина је у њемачкој савезној држави Саксонија. Једно је од 45 општинских средишта округа Фогтланд. Према процјени из 2010. у општини је живјело 2.924 становника. Посједује регионалну шифру (AGS) 14523090.

## Географски и демографски подаци
Елефелд се налази у савезној држави Саксонија у округу Фогтланд. Општина се налази на надморској висини од 500 метара. Површина општине износи 4,6 km². У самом мјесту је, према процјени из 2010. године, живјело 2.924 становника. Просјечна густина становништва износи 643 становника/km².